# 笠井愛次郎
笠井愛次郎(かさい あいじろう、安政4年（1857年）6月16日-1935年9月25日) は、日本の土木技師。明治時代の鉄道や電力などの近代化に大きく貢献した。私立鉄道学校創立者、利根発電社長、特殊合金社長、帝国鉄道協会理事、大日本国防義会監事。

## 略歴
岐阜県瑞浪市にて江戸の銅版絵師・笠井大五郎の二子に生まれ、1860-61年頃父とともに上京、神原精二、大沼枕山に漢学を、佐瀬得所に書を、福沢諭吉の学友・千本五郎（千邑五郎?）に英学を学ぶ。
1882年に工部大学校土木科卒業後、徳島県庁に出仕し、南海四県国道貫通工事を担当ののち、海軍省に移り、佐世保・呉の鎮守府 (日本海軍)建設工事を担当、九州鉄道、日本土木会社を経て、1892年小石川に「笠井染工場」と設計事務所「工業事務所」を開業、1897年私財を投じて私立鉄道学校を設立、1898年鉄道協会（帝国鉄道協会前身）設立、1900年京釜鉄道技術長、1909年利根発電社長（大株主）、1912年常総鉄道専務を務め、1915年工学博士号取得。
多摩鉄道取締役会長、東京護謨、特殊合金社長のほか、養老鉄道、揖斐川電力、西濃電気、琴川電力、内外化学製品、日本畜産などの役員も務めた。

## 家族
- 父・笠井大五郎 ‐ 銅版絵師、学校主。江戸の武家（絵師）の生まれだったが身を持ち崩して臥煙（町火消し）になったと言われ、仲間内の諍いから刃傷沙汰を起こしたため江戸を離れて各地を流転、1846年に美濃国小里（のちの稲津村）の庄屋・亀右衛門宅に寄食中、銅版転写法による絵付けを窯元に伝えて里泉焼を生み、愛知の川名山でも教えて川名焼を生んだとされる[6][1][7]。大酒飲みで怠け者であったが、一旦仕事にとりかかると寝食を忘れて打ち込むところがあり、村人からは江戸大五郎、江戸亀などと呼ばれた[7]。1860年（1861年）に江戸に戻り、愛次郎に英語を学ばせ、のちに英語塾を開き、1876年には長女のミシを教師に英学だけの女学校「共義女学校」を東京市芝区西久保巴町の栄寿寺で開校[8]。1879年からはキリスト教宣教師が貧困児童のために芝区芝愛宕下町に開いた夜間小学校「啓蒙夜学校（第2啓蒙小学校）」の校主も務めた[9][10][11]。
- 妹・斎藤（笠井）ミシ(みし、三志、美志) ‐ 教育者。1872年より千邑五郎（千本五郎?）より英学を学び、翌年芝山内で米国人フェントンに、1874年からはケート・ヤングマンのB六番女学校で学び、1876年には17歳にして父が校主を務める「共義女学校」で英学を教えていた[8]。新栄女学校（B六番女学校の後身）でも助教師を務め、1877年には同校の慈善団体「好善社」（現在は公益財団法人）の立ち上げ要員となり、ヤングマンが始めて父大五郎が校主となった第2啓蒙小学校でも教えた[11]。
- 長女（養子）・ハナ‐石川文吾の妻[4]
- 二女・香‐立川勇次郎長男・龍（三井物産機械部、工学士）の妻[4]
- 三女・君子‐田原良純長男・良郷の妻[4]
- 四女・治 ‐ 斎藤恒三長男・恒一（東京電気）の妻[2]
- 養妹・コヨシ ‐ 父の養女。河上謹一の妻。子に河上弘一（日本興業銀行総裁）、夫の甥に河上肇。[12]